# 大鳞结鱼
大鳞结鱼（学名：Tor douronensis）为輻鰭魚綱鯉形目鲤科结鱼属的鱼类。分布於緬甸、泰國、越南、柬埔寨、寮國、印尼、馬來西亞及中国澜沧江水系及南汀河等，本魚銀色，背面深色，鰭深灰色，身體扁長形的，下唇短的中動脈葉，分離邊緣截形，背鰭硬棘4枚；背鰭軟條7至9枚；臀鰭硬棘3枚；臀鰭軟條5枚，體長可達35公分，多生活于主河道或支流水流回缓处。该物种的模式产地在爪哇。可做為食用魚及觀賞魚。

## 扩展阅读
維基物種上的相關：大鳞结鱼